# Gobierno estatal de Brandeburgo
El Gobierno del Estado de Brandeburgo (en alemán: Landesregierung des Landes Brandenburg) es la autoridad ejecutiva superior del Land federado de Brandeburgo, en la República Federal de Alemania. Se compone del Ministro-Presidente, quien dirige el gobierno, y los ministros estatales a cargo de las distintas carteras. Su marco de actuación se encuentra definido por la Constitución del Estado de Brandeburgo y la Ley Fundamental de Alemania.

## Organización institucional
El poder ejecutivo del estado se estructura conforme al principio de separación de poderes. El Landtag de Brandeburgo, como parlamento unicameral, ejerce la función legislativa y de control político. La Landesregierung (gobierno estatal) es responsable de la ejecución de las leyes y de la gestión política y administrativa del estado.
El gobierno se compone del:
- Ministro-Presidente (Ministerpräsident), jefe del gobierno estatal.
- Ministros estatales (Landesminister), a cargo de los distintos ministerios.
- En ocasiones, un Vice-Ministro-Presidente.

Las decisiones estratégicas se toman en el consejo de ministros, presidido por el Ministro-Presidente. La Cancillería del Estado asiste al jefe de gobierno en la coordinación política.

## Elección y mandato
El Ministro-Presidente es elegido por el Landtag mediante votación secreta. Para resultar electo, debe obtener mayoría absoluta en primera o segunda ronda; si ninguna mayoría se alcanza, basta mayoría simple en tercera ronda. Su mandato dura hasta la próxima legislatura o hasta su destitución por moción de censura constructiva.

## Funciones del gobierno
El Gobierno de Brandeburgo tiene competencias legislativas y administrativas en materias como:
- Educación
- Seguridad pública
- Ordenación territorial
- Cultura
- Transporte
- Justicia

Cada ministro estatal dirige su cartera con autonomía dentro de las directrices generales del gobierno.

## Listado de Ministros-presidentes desde 1990
| Legislatura     | Gobierno     | N.º | Fotografía               | Ministro-Presidente del Gobierno estatal de Brandeburgo | Inicio del mandato      | Fin del mandato          | Duración del mandato       |
| --------------- | ------------ | --- | ------------------------ | ------------------------------------------------------- | ----------------------- | ------------------------ | -------------------------- |
| I (1990-1994)   | Stolpe I     | 1.° |                          | Manfred Stolpe                                          | 1 de noviembre de 1990  | 11 de octubre de 1994    | 13 años, 7 meses y 25 días |
| II (1994-1999)  | Stolpe II    | 1.° | 11 de octubre de 1994    | Manfred Stolpe                                          | 13 de octubre de 1999   |                          | 13 años, 7 meses y 25 días |
| III (1999-2004) | Stolpe II    | 1.° | 13 de octubre de 1999    | Manfred Stolpe                                          | 26 de junio de 2002     |                          | 13 años, 7 meses y 25 días |
| III (1999-2004) | Platzeck I   | 2.° |                          | Matthias Platzeck                                       | 26 de junio de 2002     | 19 de septiembre de 2004 | 9 años, 2 meses y 2 días   |
| IV (2004-2009)  | Platzeck II  | 2.° | 19 de septiembre de 2004 | Matthias Platzeck                                       | 6 de noviembre de 2009  |                          | 9 años, 2 meses y 2 días   |
| V (2009-2014)   | Platzeck III | 2.° | 6 de noviembre de 2009   | Matthias Platzeck                                       | 28 de agosto de 2013    |                          | 9 años, 2 meses y 2 días   |
| V (2009-2014)   | Woidke I     | 3.° |                          | Dietmar Woidke                                          | 28 de agosto de 2013    | 5 de noviembre de 2014   | 11 años, 11 meses y 9 días |
| VI (2014-2019)  | Woidke II    | 3.° | 5 de noviembre de 2014   | Dietmar Woidke                                          | 20 de noviembre de 2019 |                          | 11 años, 11 meses y 9 días |
| VII (2019-2024) | Woidke III   | 3.° | 20 de noviembre de 2019  | Dietmar Woidke                                          | 11 de diciembre de 2024 |                          | 11 años, 11 meses y 9 días |
| VIII (2024-)    | Woidke IV    | 3.° | 11 de diciembre de 2024  | Dietmar Woidke                                          | En el cargo             |                          | 11 años, 11 meses y 9 días |

## Ministerios
|                                                                       |                           |                                                 |                                     |
| Partido político                                                      |                           | Partido Socialdemócrata de Alemania             | Partido Socialdemócrata de Alemania |
| Partido político                                                      | Alianza Sahra Wagenknecht |                                                 |                                     |
| Ministro-Presidente                                                   |                           |                                                 |                                     |
| Ministro-Presidente                                                   |                           | Dietmar Woidke Desde 11 de diciembre de 2024    |                                     |
| Viceministro-Presidente                                               |                           |                                                 |                                     |
| Viceministro-Presidente                                               |                           | Robert Crumbach Desde 11 de diciembre de 2024   |                                     |
| Ministros                                                             |                           |                                                 |                                     |
| Interior y Asuntos Municipales                                        |                           | Katrin Lange Desde 11 de diciembre de 2024      |                                     |
| Agricultura, Alimentación, Medio Ambiente y Protección del Consumidor |                           | Hanka Mittelstädt Desde 11 de diciembre de 2024 |                                     |
| Finanzas y Europa                                                     |                           | Robert Crumbach Desde 11 de diciembre de 2024   |                                     |
| Educación, Juventud y Deporte                                         |                           | Steffen Freiberg Desde 11 de diciembre de 2024  |                                     |
| Infraestructuras y Planificación Estatal                              |                           | Detlef Tabbert Desde 11 de diciembre de 2024    |                                     |
| Sanidad y Asuntos Sociales                                            |                           | Britta Müller Desde 11 de diciembre de 2024     |                                     |
| Ciencia, Investigación y Cultura                                      |                           | Manja Schüle Desde 11 de diciembre de 2024      |                                     |
| Economía, Trabajo, Energía y Protección del Clima                     |                           | Daniel Keller Desde 11 de diciembre de 2024     |                                     |
| Justicia                                                              |                           | Benjamin Grimm Desde 11 de diciembre de 2024    |                                     |